# Acheta chudeaui
Acheta chudeaui är en insektsart som beskrevs av Lucien Chopard 1927. Acheta chudeaui ingår i släktet Acheta och familjen syrsor. Inga underarter finns listade i Catalogue of Life.